# SiM
SiM (Silence Iz Mine) ist eine Metalcore-/Reggae-/Punk-Band aus der Präfektur Kanagawa, Japan und wurde 2004 gegründet. Die Gruppe besteht aus den Musikern Mah (Gesang), Show-Hate (Gitarre), Sin (Bass) und Godri (Schlagzeug).
Die Gruppe veröffentlichte bisher sechs Studioalben, vier EPs sowie mehrere Singles.

## Bandgeschichte
SiM wurde im November des Jahres 2004 von Sänger Manabu „MAH“ Taniguchi in der Region Shōnan, Präfektur Kanagawa gegründet und bestand in seiner Ursprungsbesetzung aus MAH, der zusätzlich zum Posten des Frontsängers auch Gitarre spielte, dem Bassisten KAH und Schlagzeuger WAY. Zwei Jahre später verließ KAH die Band und wurde durch BUN ersetzt. Zudem stieß mit Shōhei „SHOW-HATE“ Iida ein vierter Musiker zur Band, der den Posten des Gitarristen übernahm. Shin’ya „SIN“ Shinohara stieß 2008 zur Gruppe und ersetzte dort den Bassisten BUN, welcher im gleichen Jahr aus der Gruppe ausschied. Im Jahr 2009 ersetzte Yuya „GODri“ Taniguchi den bisherigen Schlagzeuger WAY.
Am 25. Juni 2008 erschien mit Silence Iz Mine das Debütalbum über das Independentlabel U-Project. Bei einem Konzert während ihrer Japan-Tournee erlitt Gitarrist SHOW-HATE einen Hirninfarkt, woraufhin die restlichen Konzerte abgesagt wurden. Während SHOW-HATE sich von seiner Erkrankung erholte, wurde er von Ono-Shit als Gitarrist vertreten. Anfang Oktober 2010 erschien das erste Minialbum Living in Pain, welches eine Notierung in den japanischen Albumcharts erreichte. Dem folgte die Veröffentlichung des zweiten Studioalbums Seeds of Hope, dass am 12. Oktober 2011 bei Gil Soundworks erschien und auf Platz 55 der heimischen Musikcharts einstieg. Im Mai 2012 erschien mit Life and Death das zweite Minialbum mit welchem die Gruppe erstmals die Top Ten der heimischen Albumcharts erreichen konnte. Auch wurde das Minialbum für einen CD Shop Award nominiert.
Im März 2013 spielten SiM als Co-Headliner mit Coldrain eine Japan-Konzertreise. Im gleichen Jahr wechselte die Band zum japanischen Zweig von Universal Music und veröffentlichten ihr Major-Debütalbum – das insgesamt dritte Studioalbum – Pandora noch im Oktober. Dieses wurde im November und Dezember mit einer Konzertreise durch dreizehn japanische Städte beworben.
Im September des Jahres 2014 veröffentlichten SiM das nunmehr dritte Minialbum i Against i, welches Platz sieben der heimischen Charts erreichte und zehn Wochen lang in der Bestenliste verblieb. Am 4. November 2015 spielte die Band erstmals im Nippon Budōkan. Das vierte Studioalbum, dass den Titel The Beautiful People trägt, wurde im April des Jahres 2016 auf dem japanischen Markt veröffentlicht und mit einer Promo-Tour mit 26 Konzerten in Japan beworben. Am 25. September gleichen Jahres spielte die Gruppe ihr erstes Konzert in den Vereinigten Staaten. Im April des Jahres 2020 wurde mit Thank God, There Are Hundreds of Ways to Kill Enemies das fünfte Album der Gruppe herausgegeben. Im Jahr 2022 gab die Gruppe bekannt, zu Pony Canyon gewechselt zu sein. Auch gaben die Musiker bekannt mit dem Lied The Rumbling das Vorspannlied für die Animeserie Attack on Titan zu veröffentlichen. Mit Veröffentlichung des Liedes schaffte es die Gruppe erstmals international auf sich aufmerksam zu machen. So gewann das Lied zwei Preise bei den Crunchyroll Anime Awards und die Band wurde eingeladen gemeinsam mit Dance Gavin Dance auf deren Jackpot Juicer Tour durch Nordamerika zu touren. Im September 2022 erschien die EP Beware.
Mit dem Lied Under the Tree steuerte das Quartett den Abspanntitel zur finalen Staffel von Attack on Titan bei. Am 27. September des gleichen Jahres veröffentlichte die Band mit Playdead ihr sechstes Studioalbum. Im Sommer spielte die Gruppe erstmals auf dem Download Festival. Zwischen Oktober und Dezember 2023 absolvierte die Band eine ausgedehnte Japan-Tournee. Es folgte die erste Europatournee vom 1. bis 24. Februar 2024. Bei den Europa-Konzerten spielte die Gruppe als Vorband für die US-amerikanische Rockband Nothing More sowie auf vier Konzerten mit der deutschen Metalcore-Band Electric Callboy. Die Konzerte am 23. und 24. Februar in Paris und Köln waren die ersten beiden Auftritte in Europa als Headliner. Im März absolvierte die Band weitere Konzerte in Japan. Im April und Mai 2024 absolviert die Band ihre erste Nordamerikatournee als Headliner, welche von Fame On Fire und Within Destruction begleitet wird.

## Mediale Nutzung
Mehrere Lieder der Gruppe wurden als Vorspann- bzw. Abspanntitel für Anime-Produktionen genutzt. Auch steuerte die Band Titellieder für verschiedene Videospiele bei. Folgende Lieder wurden verwendet:
- Existence: Vorspanntitel zur Anime-Fernsehserie Rage of Bahamut: Genesis[27]
- Crows: Titellied zum PS4-/PS-Vita-Spiel Crows: Burning Edge[28]
- No Future: Titellied zum Arcade-Spiel Mobile Suit Gundam Extreme Vs Maxi Boost ON[29]
- Let It End: Abspannlied zur Anime-Fernsehserie Rage of Bahamut: Virgin Soul[30]
- A/ The Sound of Death: Titellied zum PS4-Spiel Yakuza Kiwami 2[31]
- The Rumbling: Vorspanntitel zur Anime-Fernsehstaffel Attack on Titan: The Final Season Part 2[32]
- Under the Tree: Abspannlied zu Attack on Titan: The Final Season Part 3[33]
- Red: Vorspanntitel zur zweiten Staffel der Anime-Fernsehserie Kengan Ashura[34]

## Musik
Gary Trueman, der das Album Playdead für das britische Onlinemagazin Devolution Magazine besprach, beschrieb die Musik als eine Mischung aus Ska mit verschiedenen Spielarten des Heavy Metal. Er erkannte musikalische Ähnlichkeiten zu Gruppen wie Korn, Skindred und The Clash. Trueman bezeichnete die Musik der Gruppe als „heavy, melodisch, tanzbar, spaßig und bewegend“.
Bekannt ist Gruppe dafür verschiedenste Musikstile miteinander zu vermischen. So nutzt die Gruppe Einflüsse aus Heavy Metal, Reggae, Punk und Hip-Hop sowie diverser anderer Spielarten für ihren Klang. Diane Webb schrieb für Metalinsider, dass die Gruppe mit diesem musikalischen Spektrum auf neues Gebiet betreten und sich von Genrekonventionen befreie. Die Musik auf Playdead wird als eine emotionale Achterbahnfahrt beschrieben, in der verschiedenste Gesangsstile, manische Breakdowns und Tanzbeats aufeinandertreffen.

## Diskografie
Studioalben

| Jahr | Titel Musiklabel                                                            | Höchstplatzierung, Gesamtwochen, AuszeichnungChartsChartplatzierungen (Jahr, Titel, Musiklabel, Platzierungen, Wochen, Auszeichnungen, Anmerkungen) | Anmerkungen                              |
| Jahr | Titel Musiklabel                                                            | JP | Anmerkungen                              |
| ---- | --------------------------------------------------------------------------- | --- | ---------------------------------------- |
| 2008 | Silence Iz Mine U-Project                                                   | — | Erstveröffentlichung: 25. Juni 2008      |
| 2011 | Seeds of Hope Gil Soundworks                                                | JP55 (18 Wo.)JP | Erstveröffentlichung: 12. Oktober 2011   |
| 2013 | Pandora Nayutawave Records                                                  | JP5 (13 Wo.)JP | Erstveröffentlichung: 23. Oktober 2013   |
| 2016 | The Beautiful People EMI Records                                            | JP6 (12 Wo.)JP | Erstveröffentlichung: 6. April 2016      |
| 2020 | Thank God, There Are Hundreds of Ways to Kill Enemies Universal Music Japan | JP2 (9 Wo.)JP | Erstveröffentlichung: 17. Juni 2020      |
| 2023 | Playdead Pony Canyon                                                        | JP16 (4 Wo.)JP | Erstveröffentlichung: 27. September 2023 |

## Auszeichnungen und Nominierungen
| Jahr | Auszeichnung                 | Kategorie                      | für            | Resultat  | Quellen       |
| ---- | ---------------------------- | ------------------------------ | -------------- | --------- | ------------- |
| 2013 | CD Shop Awards               | Grand Prix                     | Life and Death | Nominiert | [ 7 ] [ 40 ]  |
| 2013 | CD Shop Awards               | Best Live Video                | Dusk and Dawn  | Gewonnen  | [ 7 ] [ 40 ]  |
| 2013 | Billboard Japan Music Awards | Independent Artist of the Year | SiM            | Nominiert | [ 41 ]        |
| 2014 | Space Shower Music Awards    | Best Video                     | Who’s Next     | Nominiert | [ 42 ]        |
| 2016 | Space Shower Music Awards    | Best Punk/Loud Rock Artist     | SiM            | Nominiert | [ 43 ] [ 44 ] |
| 2023 | Anime Trending Awards        | Opening Theme Song of the Year | The Rumbling   | 5. Platz  | [ 45 ]        |
| 2023 | Crunchyroll Anime Awards     | Best Opening                   | The Rumbling   | Gewonnen  | [ 18 ]        |
| 2023 | Crunchyroll Anime Awards     | Best Anime Song                | The Rumbling   | Gewonnen  | [ 18 ]        |